# Silvana Blasi
Silvana Blasi (Ancona, 29 settembre 1931 – Ancona, 13 maggio 2017) è stata un'attrice italiana.

## Biografia
Esordisce al cinema nel 1952 nel film Totò a colori di Steno e divenne nota per il ruolo in Ma femme est une panthère diretto da Raymond Baill nel 1961 e per la sua partecipazione al lungometraggio Non drammatizziamo... è solo questione di corna! di François Truffaut nel 1970.
In Francia ha inciso diversi dischi e si è esibita per tre anni come prima vedette al Folies Bergère.
Termina la carriera nel 1971 interpretando la signora Evans in Qualcuno dietro la porta recitando con Charles Bronson e Anthony Perkins.

## Filmografia
- Totò a colori, regia di Steno (1952)
- Bertoldo, Bertoldino e Cacasenno, regia di Mario Amendola, Ruggero Maccari (1954)
- Ma femme est une panthère, regia di Raymond Bailly (1961)
- Follie d'estate, regia di Carlo Infascelli e Edoardo Anton (1964)
- Non drammatizziamo... è solo questione di corna (Domicile conjugal), regia di François Truffaut (1970)
- Qualcuno dietro la porta (Quelqu'un derrière la porte), regia di Nicolas Gessner (1971)
- Dieci incredibili giorni (La décade prodigieuse), regia di Claude Chabrol (1971)